# Šindži Okazaki
Šindži Okazaki (japonsko 岡崎 慎司), japonski nogometaš, * 16. april 1986, Hjogo, Japonska.
Za japonsko reprezentanco je odigral 119 uradne tekme in dosegel 50 golov.